# Morti nel 619
| Questa pagina contiene informazioni ricavate automaticamente dalle voci biografiche con l'ausilio del template Bio e di un bot. L'aggiornamento è periodico e automatico e ricostruisce completamente la pagina. Se manca una persona in questa lista, sei pregato di non aggiungerla, ma accertati piuttosto che la sua voce biografica contenga il template Bio e che i dati anagrafici siano correttamente compilati. Se il template Bio manca, inseriscilo tu stesso o, in alternativa, metti l'avviso {{tmp\|Bio}} che ne segnala la mancanza. Se i dati riportati sono sbagliati, correggi direttamente la voce biografica; le modifiche saranno visibili in questa lista entro pochi giorni. Per chiarimenti vedi il progetto biografie. La lista contiene solo le 7 persone che sono citate nell'enciclopedia e per le quali è stato implementato correttamente il template Bio. Pagina aggiornata al 13 gen 2025. |

- 2 febbraio - Lorenzo di Canterbury, vescovo e santo britannico
- Abū Ṭālib, mercante arabo
- Dharmagupta, monaco buddhista e traduttore indiano
- Giovanni l'Elemosiniere, vescovo e santo bizantino (n. 556)
- Giovanni I, patriarca cattolico italiano
- Jñānagupta, monaco buddhista e traduttore indiano (n. 523)
- Khadīja bint Khuwaylid, mercante araba (n. 555)